# Pepel
Pepel een kustplaats in het district Port Loko gelegen in de provincie Northern van Sierra Leone. De plaats ligt ongeveer 30 kilometer landinwaarts aan de Sierra Leone rivier. De Sierra Leone rivier is tussen de 6 en 16 en kilometer breed en steekt ongeveer 40 kilometer landinwaarts. Het is goede natuurlijke haven en Pepel en de Queen Elizabeth II kade bij Freetown liggen aan deze rivier.
Het Britse mijnbouwbedrijf African Minerals heeft in 2010 een mijnbouwlicentie gekregen voor de ontwikkeling van een grote ijzerertsmijn bij Tonkolili. Het ijzererts wordt vandaar met de trein over een afstand van circa 200 kilometer naar  Pepel vervoerd. In Pepel is een losinstallatie voor de treinwagons gebouwd en een opslagplaats met een capaciteit van 1 miljoen ton ijzererts. Het erts wordt vandaar met transportbanden naar de aangemeerde schepen vervoerd. De haven heeft een capaciteit om 20 miljoen ton ijzererts per jaar te verschepen. Sinds eind 2011 is de haven in gebruik.  